# العريضة المدنية
العريضة المدنية عريضة سياسية قدمها 43 شخصية سعودية من مختلف التيارات في عام 1990. أهم بنود العريضة تنظيم الفتوى والقضاء وإعادة العمل بالمجالس البلدية، تنظيم القضاء وضمان الحرية الإعلامية، لإصلاح الجذري والشامل للتعليم ولهيئة الأمر بالمعروف والنهي عن المنكر وتمكين المرأة في الحياة العامة، بالإضافة لنظام أساسي للحكم، ومجلس للشورى ونظام للمقاطعات.

## نظرة عامة
إبان حرب الخليج الثانية (1990 - 1991) نشطت أساليب الاحتجاج عبر البيانات، وهي احتجاجات واعتراضات أكثر من كونها خطابات ورسائل إصلاح كما كانت توصف من قبل أصحابها، لأنها لا تحمل سوى المشكلة والمُطالبة ولا تحمل مشروعا إصلاحيا صحيحا وشاملا أو حتى جزئيا. أحدث احتلال الكويت في التسعينيات الأولى من القرن العشرين من جانب صدام حسين زلزالاً سياسياَ مدوياً في الساحة المحلية حينما تقرر الاستعانة بالقوات الأميركية لتحرير الكويت، وكان من نتائج ذلك الزلزال بداية تقديم أول عريضة إصلاحية مدنية.

## العريضة
كان محمد سعيد طيب من مهندسي العريضة وذلك في ديسمبر كانون الأول عام 1990 التي ولدت على هامش حرب تحرير الكويت، والتي رفعها إلى الملك فهد بن عبد العزيز مجموعة من رجال الدولة ومثقفيها ووجهائها، وعلى رأسهم الوزراء السابقون أحمد صلاح جمجموم، وعبد الله دباغ، ومحمد عبده يماني، استجابة للتحديات التي فرضتها حرب تحرير الكويت على البلاد.
أشار موقعو العريضة في خطابهم إلى أهمية المضي قدما في ترسيخ التطبيق الشامل للشريعة من إقامة العدل وتحقيق المساواة وإشاعة الإصلاح، وذلك عن طريق وضع إطار تنظيمي للفتوى، والشروع في تكوين مجلس الشورى، وإحياء المجالس البلدية، ومراجعة أوضاع القضاء، وتنظيم الحرية الإعلامية، والإصلاح الجذري والشامل لقطاعي التعليم وهيئة الأمر بالمعروف والنهي عن المنكر، وتمكين المرأة في الحياة العامة.
ولدت فكرة العريضة أثناء اجتماع لوزير الداخلية في شهر أغسطس عام 1990 بمجموعة من الشخصيات العامة بجدة لشرح قرار الملك الاستعانة بالقوات الأجنبية، إلا أنه فوجئ باجتماع عاصف، تمت فيه المطالبة بخطوات إصلاحية فورية وبفرض التجنيد الإجباري. قام الشيخ أحمد صلاح جمجوم وزير التجارة الأسبق ومن رجالات الملك فيصل، وقدم مداخلة نارية خلال اجتماعهم مع الأمير نايف بن عبد العزيز في 18 أغسطس آب عام 1990 وقال: «يا أمير، من أعان ظالما سلطه الله عليه، أنتم أعنتم صدام في حربه على إيران فسلطه الله عليكم، مطالبا صناع القرار بانتهاز الفرصة لمراجعة النفس وإطلاق مسيرة الإصلاح، وهذا ما يطالب به الآن المفكرون والدعاة بإجماع ورغم موقفه هذا لم يتعرض للإيقاف أو التحقيق وهذا ما يميز طريقة السعودية في التعامل مع النقد فهو مسموح في الوضوح والعلن وممنوع إن كان بتحزّب وتكتّل وعرائض سرية أو خاصة ويتم تسريبها وتداولها كوثائق».

## مطالب العريضة
تضمنت العريضة التي قدمت في شهر ديسمبر عام 1990 عشرة مطالب أهمها: تنظيم الفتوى والقضاء وإعادة العمل بالمجالس البلدية، تنظيم القضاء وضمان الحرية الإعلامية، لإصلاح الجذري والشامل للتعليم ولهيئة الأمر بالمعروف والنهي عن المنكر وتمكين المرأة في الحياة العامة،
نظام أساسي للحكم. مجلس للشورى ونظام للمقاطعات. وقع العريضة 43 شخصية من مختلف التيارات الفكرية مثلت معظم مناطق المملكة، توترت الأجواء لتسرب العريضة قبل بعثها للقيادة السياسية، وازداد التوتر عندما قامت مجموعة من النساء بقيادة سياراتهن في شوارع الرياض. وتعاملت القيادة السعودية مع المطالبات بشكل جاد فأغلب بنودها كانت بالأصل تحت المداولة والدراسة وأعلن الملك عن قرب صدور الأنظمة الثلاث للحكم والشورى والمناطق، وبالفعل أعلنت في مارس عام 1992.